# Finanzielle Bürgerbeteiligung
Mit dem Ausdruck Finanzielle Bürgerbeteiligung ist die wirtschaftliche Beteiligung von Privatanlegern an Unternehmen gemeint, die einen hohen Grad der Eigentümer-Mitbestimmung anstreben. Der Ausdruck wird vorwiegend in Deutschland und im Zusammenhang mit wirtschaftlichen Unternehmungen im Rahmen der Energiewende genutzt, beispielsweise bei Energiegenossenschaften.

## Hintergrund
Zu den Zielen der Energiewende gehört unter anderem die breitere Verteilung von Eigentumsrechten an nachhaltigen Energieversorgungsunternehmen und -einrichtungen (beispielsweise Einrichtungen zur Stromerzeugung, Stromnetze). Ein häufiges Mittel dieses Ziel umzusetzen ist die Gründung oder Umwandlung von Unternehmen in eine Rechtsform, die die wirtschaftliche Beteiligung von Kleininvestoren ermöglicht. Zugleich werden unternehmensintern Strukturen und Entscheidungsprozesse angestrebt, die einen hohen Grad an Mitbestimmung durch die Eigentümer ermöglichen. In welcher Rechtsform und mit welchen konkreten unternehmensinternen Mitteln dies umgesetzt werden soll, ist dabei nicht festgelegt. Ganz allgemein hat sich für solche Formen der wirtschaftlichen Unternehmung der schlagwortartige Ausdruck finanzielle Bürgerbeteiligung etabliert.

## Missverständliche Bezeichnung
Der Ausdruck Finanzielle Bürgerbeteiligung ist in mehrfacher Hinsicht missverständlich. Dies führt immer wieder dazu, dass die finanzielle Bürgerbeteiligung als Spielart der politischen Partizipation, auf Deutsch meist einfach Bürgerbeteiligung, angesehen wird.
Einerseits kennt die deutsche Sprache mehrere Bedeutungen des Wortes Beteiligung. So ist damit sowohl die Beteiligung an einer wirtschaftlichen Unternehmung gemeint, wie sie sich auch in der Bezeichnung Beteiligungsgesellschaft zeigt. In Verbindung mit dem Wort Bürger wird jedoch in aller Regel die politische Beteiligung (=Partizipation also Bürgerbeteiligung) bei der Regelung öffentlicher Angelegenheiten gemeint.
Die Verwendung des Worts Bürger in der Finanziellen Bürgerbeteiligung soll signalisieren, dass es sich hierbei um eine maßgeblich von Privatpersonen (im Sinne von lokalen Kleininvestoren) getragene Unternehmung handelt, in Abgrenzung zu institutionellen Anlegern oder Großinvestoren mit breit gestreuten Investitionen. Zugleich wird im Deutschen unter den Begriff Bürger im Kontext von Mitbestimmungsrechten zumeist der Bürger als politisches Subjekt einer Demokratie verstanden. Das ist insofern irreführend, als die Mitbestimmung in Unternehmen der Finanziellen Bürgerbeteiligung auf die Eigentümer (und ggf. Angestellten und Kunden) beschränkt bleibt, sich also gar nicht am Rechtsstatus des Bürgers orientiert.